# Ошибки молодости
«Ошибки молодости» — название данное фильму в кинопрокате СССР (в оригинале — «Мальчики и девочки»;  араб. صبيان وبنات‎, Sobyan wa banat) — египетский фильм 1965 года, мелодрама режиссёра Хусейна Хелми аль-Мухандесса с участием популярных звёзд арабского кино Нахед Шериф и Ахмеда Рамзи.

## Сюжет
Действие фильма происходит в Каире 1960-х годов.
После смерти матери Зина и её младший брат Али оказались предоставленными сами себе. Всё своё время их отец Хамид проводит со своей новой, молодой женой.
Однажды за драку в школе отец избивает сына. Не желая больше оставаться в доме, который перестал быть для него очагом родительского тепла, Али убегает из дома и устраивается работать на завод.
В гости к Хамиду часто приходят знакомые, которые засиживаются допоздна. Один из таких постоянных посетителей — Саид. Никто не знает, что между ним и женой Хамида существует любовная связь.
Как-то раз подруга Зины Сугейр, которая уже окончила школу и подумывает о замужестве, пригласила её к себе домой на танцевальную вечеринку. Среди приглашённых был и Саид. Он танцует с Сугейр, а потом приглашает Зину. Во время танца Саид просит её прийти к нему на свидание.
Но на следующий день Зина застала у него Сугейр. Поняв, в какое положение он попал, Саид решает избавиться от обеих девушек. Извинившись перед ними, он уходит и по телефону договаривается ещё об одном свидании.
Лишённая родительского внимания и тепла, видя, что окружающие её люди порочны, Зина тянется к Саиду, в обращении которого чувствует нежность и ласку.
Однажды она поехала к Саиду домой, сообщив об этом служанке. Встретив приветливо Зину, Саид обманным путём завлекает её в спальню и пытается изнасиловать. Но тут подоспел Хамид. Вне себя, он хватает кочергу и убивает ею Саида.
Не зная о случившемся, сюда же приходит жена Хамида. Увидев убитого, она плачет. Тогда Хамид понимает, в каких отношениях она была с Саидом и порывает с ней.
За убийство Хамида арестовывают. Но чтобы не запятнать честь дочери, он скрывает истинную причину убийства. Тогда Зина сама рассказывает всю правду, и благодаря этому Хамида осуждают всего на два года тюремного заключения. Но он знает, что его возвращения будут ждать дочь и сын, вернувшийся домой.

## В ролях
- Нахед Шериф — Зина
- Ахмед Рамзи — Саид
- Яхья Шахин — Хамид
- Хасан Юсеф — Магди
- Мадиха Салем — Азза
- Наваль Абу-ль-Фатух — Сугейр
- Сухейр аль-Муршиди — жена Хамида

## Премьеры
- Египет — 31 марта 1965 года состоялась национальная премьера фильма в Каире[1].
- СССР — фильм демонстрировался в прокате СССР с января 1969 года[2].